# (541110) 2018 RN14
(541110) 2018 RN14 es un asteroide perteneciente al cinturón de asteroides descubierto el 10 de abril de 2010 por Wide-field Infrared Survey Explorer desde el telescopio espacial Wide-Field Infrared Survey Explorer (WISE), Estados Unidos.

## Designación y nombre
Designado provisionalmente como 2018 RN14.

## Características orbitales
2018 RN14 está situado a una distancia media del Sol de 2,449 ua, pudiendo alejarse hasta 3,098 ua y acercarse hasta 1,800 ua. Su excentricidad es 0,264 y la inclinación orbital 11,31 grados. Emplea 1400,48 días en completar una órbita alrededor del Sol.

## Características físicas
La magnitud absoluta de 2018 RN14 es 17. Tiene 3,019 km de diámetro y su albedo se estima en 0,064. 